# وکا (استان اشوی‌داشکسیه)
وکا (به لهستانی: Łęka) یک منطقهٔ مسکونی در لهستان است که در گمینا نوو کورچن واقع شده‌است. وکا ۱۷۵ نفر جمعیت دارد.